# Thelymitra bracteata
Thelymitra bracteata är en orkidéart som beskrevs av J.Z.Weber och Jeffrey A. Jeanes. Thelymitra bracteata ingår i släktet Thelymitra och familjen orkidéer. Inga underarter finns listade i Catalogue of Life.